# Asdrúbal Cortez Baião Pinto

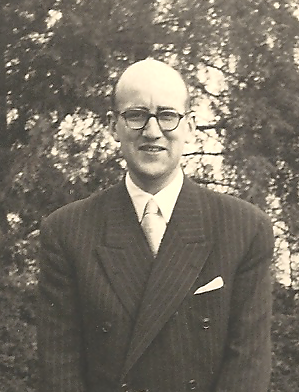
Dr. Asdrúbal Baião Pinto (1956)‎

Asdrúbal Cortez Baião Pinto (Lisboa, 3 de Agosto 1917 - Lisboa, 5 de Julho 2002) foi um médico português.
Era o segundo filho de D. Maria Augusta Vitória de Carvalho Cotrim de Vasconcelos Simões Baião e de Amílcar José Cortez Curado da Silva Pinto.

## Obra
- Um caso de agranulocitose possivelmente relacionada com a administração parentérica do bismuto / A. Baião Pinto. [S.l. : s.n.], 1943.
- Quimioterapia do hipertiroidismo / Baiäo Pinto. [S.l. : s.n.], 1944.
- Terapêutica da insuficiência supra-renal / Asdrúbal Baiäo Pinto. [S.l. : s.n., 1951.
- Hipogonadismo masculino / por A. Baião Pinto. [S.l. : s.n.. 1961.
- Remissões em casos de diabetes tratada pelos antidiabéticos orais / Asdrúbal Baião Pinto. Porto : [s.n.], 1972.